# Fernando Leonel Cortés
Fernando Leonel Cortés Monroy (Pachuca, 29 de noviembre de 1988) es un jugador de fútbol mexicano que juega en la posición de delantero.

## Trayectoria
Debutó el 21 de abril de 2009 en la victoria de 3-0 ante Cruz Azul, entró en el minuto 81.

## Clubes
| Club                | País   | Año             |
| ------------------- | ------ | --------------- |
| CF Pachuca          | México | 2009 - 2012     |
| Puebla FC           | México | 2012 - 2013     |
| Estudiantes Tecos   | México | 2013 - 2014     |
| Alebrijes de Oaxaca | México | 2014            |
| Club Irapuato       | México | 2015            |
| Murciélagos FC      | México | 2015 - 2016     |
| Alebrijes de Oaxaca | México | 2016 - Presente |

### Campeonatos nacionales
| Título     | Club      | País   | Año  |
| ---------- | --------- | ------ | ---- |
| Ascenso MX | Alebrijes | México | 2017 |